# 玉井勇輝
玉井 勇輝（たまい ゆうき、4月10日 - ）は、日本の男性声優。愛媛県出身。アイムエンタープライズ所属。

## 略歴
日本ナレーション演技研究所出身。2019年からアイムエンタープライズに所属。

## 人物
趣味には読書、映画鑑賞、バスケットボールを挙げている。特技は変顔。

## 出演

### テレビアニメ
2019年
- どろろ（男）
- スタミュ（生徒）
- GO!GO!アトム
- ソードアート・オンライン アリシゼーション War of Underworld（2019年 - 2020年、村人、キャスター） - 2シリーズ

2020年
- THE GOD OF HIGH SCHOOL ゴッド・オブ・ハイスクール（国家情報長官）
- 天晴爛漫!（ギルの部下）
- おちこぼれフルーツタルト（住民）
- 禍つヴァールハイト -ZUERST-（帝国軍支部の所長、祭壇の村の村長）
- 魔女の旅々（あっちの村の村人たち）

2021年
- 裏世界ピクニック（海兵隊員、ゴルゴンドライバー）
- 回復術士のやり直し（ムルタ）
- Re:ゼロから始める異世界生活（村人）
- プレイタの傷（マスター）
- スライム倒して300年、知らないうちにレベルMAXになってました（村人B）
- チート薬師のスローライフ〜異世界に作ろうドラッグストア〜（ガストン）
- 不滅のあなたへ
- キングダム（蕞の住民A）
- ひぐらしのなく頃に卒（村人）
- 月とライカと吸血姫（店主）

2022年
- アオアシ（梅津寺GK父、ギャラリー、インタビュアー、多摩体選手、じいや 他）
- ヒロインたるもの!〜嫌われヒロインと内緒のお仕事〜（ディレクター）
- 理系が恋に落ちたので証明してみた。r=1-sinθ（春の父）
- 勇者、辞めます（子分A）
- 群青のファンファーレ（厩務員）
- このヒーラー、めんどくさい（村長）
- 異世界薬局（アルフレッド）
- オーバーロードIV（ドミニク・イーレ・パルトゥーシュ）
- Extreme Hearts（番組P）
- 新米錬金術師の店舗経営（実技試験の先生A、村長）
- 転生したら剣でした（行商人）
- チェンソーマン（警官C）
- 陰の実力者になりたくて!（2022年 - 2023年、ゾンビ、重鎮官司） - 2シリーズ

2023年
- とんでもスキルで異世界放浪メシ（商人）
- 冰剣の魔術師が世界を統べる（ショーキィ＝タイケン）
- 魔術士オーフェンはぐれ旅 シリーズ（客引き、宿泊客、ロッテーシャの道場 練習生、アーバンラマの人々、ライド 他） - 2シリーズ
- 宇宙なんちゃら こてつくん（じっちゃん）
- TRIGUN STAMPEDE（猟師C）
- 大雪海のカイナ（バルギア兵士）
- ニンジャラ（市長）
- ユーチューニャー（うざコメおじさん）
- 自動販売機に生まれ変わった俺は迷宮を彷徨う（2023年 - 2025年、シメライ） - 2シリーズ
- 文豪ストレイドッグス（警備B、声1）
- 無職転生 II 〜異世界行ったら本気だす〜（受付の男）
- アンデッドガール・マーダーファルス（警官）
- 盾の勇者の成り上がり Season3（奴隷狩り頭領）
- め組の大吾 救国のオレンジ（2023年 - 2024年、ポンプ隊隊長、隊員A、職員）
- 冒険者になりたいと都に出て行った娘がSランクになってた（エルモア）
- 七つの大罪 黙示録の四騎士（2023年 - 2024年、魔物、ギャロウ） - 2シリーズ
- ティアムーン帝国物語〜断頭台から始まる、姫の転生逆転ストーリー〜（ダサエフ）
- 新しい上司はど天然（サンタクロース）

2024年
- 真の仲間じゃないと勇者のパーティーを追い出されたので、辺境でスローライフすることにしました2nd（長老）
- 青の祓魔師 シリーズ（2024年 - 2025年、祓魔師、参加者、記者、店主） - 3シリーズ
- 治癒魔法の間違った使い方（魔族兵A、店主）
- 転生貴族、鑑定スキルで成り上がる（クランツ、メナス・レナード） - 2シリーズ
- じいさんばあさん若返る（松之助、正蔵の父）
- ただいま、おかえり（おじさん）
- 魔法科高校の劣等生（七宝拓巳）
- アストロノオト（祭客）
- 夜桜さんちの大作戦（秋風薫）
- クレヨンしんちゃん（客A）
- THE NEW GATE（ラジム・ドルク）
- 喧嘩独学（市場職員）
- 終末トレインどこへいく?（おじいさん、男性）
- 逃げ上手の若君（名越高家）
- かつて魔法少女と悪は敵対していた。（パティシエ）
- 先輩はおとこのこ（清掃員、天使）
- ハズレ枠の【状態異常スキル】で最強になった俺がすべてを蹂躙するまで（アライオンの堅王）
- ダンジョンの中のひと（土の精霊）
- 科学×冒険サバイバル!（2024年 - 2025年、船員、救助隊員、探検隊長、レースの参加者、操縦士 他）
- らんま1/2 (2024)（男子、村人、男子生徒、店主、審判）
- ダンダダン（2024年 - 2025年、鬼頭呪限無、鬼頭家先祖の男） - 2シリーズ

2025年
- 外れスキル《木の実マスター》 〜スキルの実（食べたら死ぬ）を無限に食べられるようになった件について〜（村人）
- 全修。（町長の部下）
- 俺だけレベルアップな件 Season 2 -Arise from the Shadow-（田辺）
- 魔神創造伝ワタル（村人B）
- 不遇職【鑑定士】が実は最強だった（村長）
- SAKAMOTO DAYS（おじいちゃん）
- 忍たま乱太郎（旅人、商人）
- TO BE HERO X（アーフー）
- 神統記（テオゴニア）（ラグ村幹部兵、ガハマ衆、ディアボ）
- ゴリラの神から加護された令嬢は王立騎士団で可愛がられる（従者）
- フェルマーの料理（教頭）
- 気絶勇者と暗殺姫（魔族）

### 劇場アニメ
- 劇場版 ソードアート・オンライン -プログレッシブ- 星なき夜のアリア（2021年）
- 劇場版 ソードアート・オンライン -プログレッシブ- 冥き夕闇のスケルツォ（2022年、ローバッカ[35]）
- 劇場版 PSYCHO-PASS サイコパス PROVIDENCE（2023年、外務省事務次官）
- アリスとテレスのまぼろし工場（2023年、クラスメイトD）
- 好きでも嫌いなあまのじゃく（2024年、ゆきむら）
- 劇場版 オーバーロード 聖王国編（2024年、参謀）

### Webアニメ
- みにヴぁん ら〜じ（2022年、ウェイター、警備ロボ）
- 爆丸エボリューションズ（2022年、長老爆丸）
- 世界の終わりに柴犬と（2022年、宇宙人〈夫〉[36]）
- GAMERA -Rebirth-（2023年、アンセルム・リューブラント）

### ゲーム
2020年
- 徒花異譚（花さかじいさん）
- レムナント:フロム・ジ・アッシュ（嘆きの木）

2021年
- 鬼滅の刃 ヒノカミ血風譚
- 戦国大河（浅野長政）

2022年
- ブラウンダスト（スローン）
- 信長の野望 覇道（山本勘助）

2023年
- Dawn of the Monsters（ヴィクトル・イヴァキン）
- 爆裂！スイーツランド - PANIC IN SWEETS LAND -（旅商人トラベー）
- 信長の野望 出陣（尼子経久、成田氏長、松永久秀）
- ドラゴンクエストモンスターズ3 魔族の王子とエルフの旅（ザック）

2024年
- ユニコーンオーバーロード（ベリサリオス、ゼノイラ賢人、傭兵（タイプF）/ NPC）
- 聖剣伝説 VISIONS of MANA
- ロマンシング サガ2 リベンジオブザセブン（エイリーク、ハロルド王、セキシュウサイ）

2025年
- グランブルーファンタジー（トール）

### デジタルコミック
- DC3（2021年、妃源一郎[45]）
- あかね噺（2022年、阿良川一生[46]）

### オーディオブック
- invert 城塚翡翠倒叙集（2022年、田草[47]）

### 吹き替え

#### 映画
2000年
- ソウル・コンタクト
- ホワイト・ストーム
- ローライダー 〜絆を繋ぐ改造車〜

2021年
- ラウド・ハウス・ムービー（リン・ラウド・シニア〈ブライアン・ステパニック〉）
- 82年生まれ、キム・ジヨン

2022年
- アンチャーテッド（パイロット1〈ジミー・ハート〉）
- アントラーズ（男性鑑識官）
- アンホーリー 忌まわしき聖地
- JOLT/ジョルト
- 355（グラディ〈レオ・スター〉）
- スクリーム (2022年の映画)

2023年
- オペレーション・ミンスミート -ナチを欺いた死体-
- ウォンカとチョコレート工場のはじまり（ドノバン〈ドミニク・コールマン〉）
- チケット・トゥ・パラダイス（サイモン）
- ノック 終末の訪問者（地震学者）
- ラストナイト・イン・ソーホー（バーテンダー男1〈アラン・マホン〉）
- ランボー ラスト・ブラッド（隊長1）※BSテレ東版

2024年
- アメリカン・フィクション（ジョン〈マイケル・シリル・クレイトン〉）
- CODE8/コード・エイト Part II
- セーヌ川の水面の下に
- マッドマックス:フュリオサ
- 運び屋（エデュアルド〈ダニエル・モンカダ〉）※BSテレ東版
- ブッククラブ/ネクストチャプター（ジャンニ〈ヴィンセント・リオッタ〉）

2025年
- バック・トゥ・ザ・フューチャー PART3（写真屋〈ディーン・カンディ〉）※日本テレビ版2
- ビーキーパー（ルイス）
- シリアル・ママ（スタビンズ先生）

#### ドラマ
2000年
- 愛だと言って（デホン）
- グッド・ドクター 名医の条件
- 刑事モース〜オックスフォード事件簿〜
- ザ・オーダー 暗黒の世界
- トワイライト・ゾーン
- LUCIFER/ルシファー
- レイジング・ディオン
- レポーター・ガール
- ロック&キー

2021年
- となりの精神科医
- ゾーイの超イケてるプレイリスト
- ロスト・イン・オーシャン 消えた大陸

2022年
- イエローストーン
- シングル・アゲイン
- ターミナル・リスト（トニー・レイウン〈J.D. パルド〉）
- 2034 今そこにある未来
- HEARTSTOPPER ハートストッパー（バーンズ校長〈スティーヴン・フライ〉、フリオ）
- ペーパー・ハウス・コリア: 統一通貨を奪え（チョ・ヨンミン〈パク・ミョンフン〉）
- 模範家族

2023年
- 埋もれる殺意 〜30年目の贖罪〜
- ナイト・エージェント（ベン・アルモラ〈エンリケ・ムルシアーノ〉）

2024年
- アレックス・クロス 〜狙われた刑事〜（ボビー・トレイ〈ジョニー・レイ・ギル〉）
- 激情のコロッセオ 死にゆく者たち
- ザ・ボーイズ（カルフーン下院議長〈デヴィッド・アンドリュース〉）

2025年
- トラウマコード（チェ・ジョウン〈キム・ウィソン〉）
- レディ・イン・ザ・レイク
- ザ・スタジオ（ピーター・バーグ〈本人〉、マーティン・スコセッシ〈本人〉）

#### アニメ
- 異界探偵トレセ（アスワン3、Lektro、ラウル）
- オッドボールズ（校長）
- カンフー・パンダ: 龍の戦士たち
- スペースドギーズ（英語版）（バークレー）
- 小さな勇者ヒコ（英語版）
- トロールハンターズ:ライジング・タイタンズ（英語版）（男性警官）
- Call Star -ボクは本当にダメな星?-（作業員1、医師、警備員）
- 百妖譜（手下、老人、商人男、商人、通りの男 他） - 2シリーズ[一覧 9]
- プリンセス・マヤと3人の戦士たち（シールド、ジャングルランズ王）
- 緑のたまごとハム ～サムとガイの大冒険～（英語版）
- ヨウゼン（会計係[60]）
- 齢5000年の草食ドラゴン、いわれなき邪竜認定（村長、村人A）
- ラウド・ハウス（リン・ラウド・シニア、ハワード・マクブライド）
- ラウド・ハウス・ムービー（リン・ラウド・シニア）
- ラッテと魔法の水の石
- 龍族 -The Blazing Dawn-（クライン）

#### ボイスオーバー
- アーノルド（ボール・ワッチャー）

### シリーズ一覧
1. ↑  第1クール（2019年）、第2クール（2020年）
2. ↑  1st season（2022年）、2nd season（2023年）
3. ↑  第3期『アーバンラマ編』（2023年）、第4期『聖域編』（2023年）
4. ↑  1st season（2023年）、2nd season（2025年）
5. ↑  第1期（2023年）、第2期（2024年）
6. ↑  第3期『島根啓明結社篇』（2024年）、第4期『雪ノ果篇』（2024年）、第4期『終夜篇』（2025年）
7. ↑  第1期（2024年）、第2期（2024年）
8. ↑  第1期（2024年）、第2期（2025年）
9. ↑  第1期（2024年）、第2期（2024年）